# 담양 분기점
담양 분기점(潭陽分岐點, Damyang Junction, 담양JC)은 전라남도 담양군 봉산면 유산리와 창평면 해곡리에 걸쳐 설치된 광주대구고속도로와 고창담양고속도로가 만나는 분기점이다. 1998년 계획 당시에는 봉산 분기점이라는 가칭을 사용했다.

## 연혁
- 1998년 6월 10일 : 분기점 신설을 위해 광주광역시 도시계획시설 교통광장에 봉산 분기점을 고시[1]
- 2006년 12월 7일 : 고창담양고속도로 장성 ~ 담양 구간 개통과 함께 영업 개시[2]

## 구조물 정보
직결램프가 포함된 클로버형 입체 교차로이며 광주대구고속도로 대구 방향에서 고창담양고속도로 고창 방향으로 이어지는 램프가 직결형이다. 분기점 내에 봉산정류장이 있으며, 담양군의 농어촌버스인 311번 버스가 이 정류장에 정차한다.
- 위치: 전라남도 담양군 봉산면 유산리, 창평면 해곡리

## 접속하는 노선

### 광주・대구방면
- 광주대구고속도로 (13번)

### 고창・담양방면
- 고창담양고속도로 (6번)